# Nesterenkî, Lîpova Dolîna
Nesterenkî (în ucraineană Нестеренки) este un sat în comuna Saii din raionul Lîpova Dolîna, regiunea Sumî, Ucraina.

## Demografie
Componența lingvistică a localității Nesterenkî
     Ucraineană (100%)
Conform recensământului din 2001, toată populația localității Nesterenkî era vorbitoare de ucraineană (100%).